# Дуб звичайний (Виноградівський район)
Дуб звичайний — ботанічна пам'ятка природи місцевого значення. Об'єкт розташований на території Виноградівського району Закарпатської області, ДП «Виноградівське ЛГ», Виноградівське лісництво, урочище «Теплиця», квартал 15, виділ 24.
Площа — 0,01 га, статус отриманий у 1969 році.
Охороняється старовинний екземпляр дуба звичайного віком 500 років, що використовується для рекреаційно-оздоровчих і естетичних цілей. Памятка має історичне та наукове значення.